# Metapachyloides rugosus
Metapachyloides rugosus is een hooiwagen uit de familie Gonyleptidae.